# Peñalara

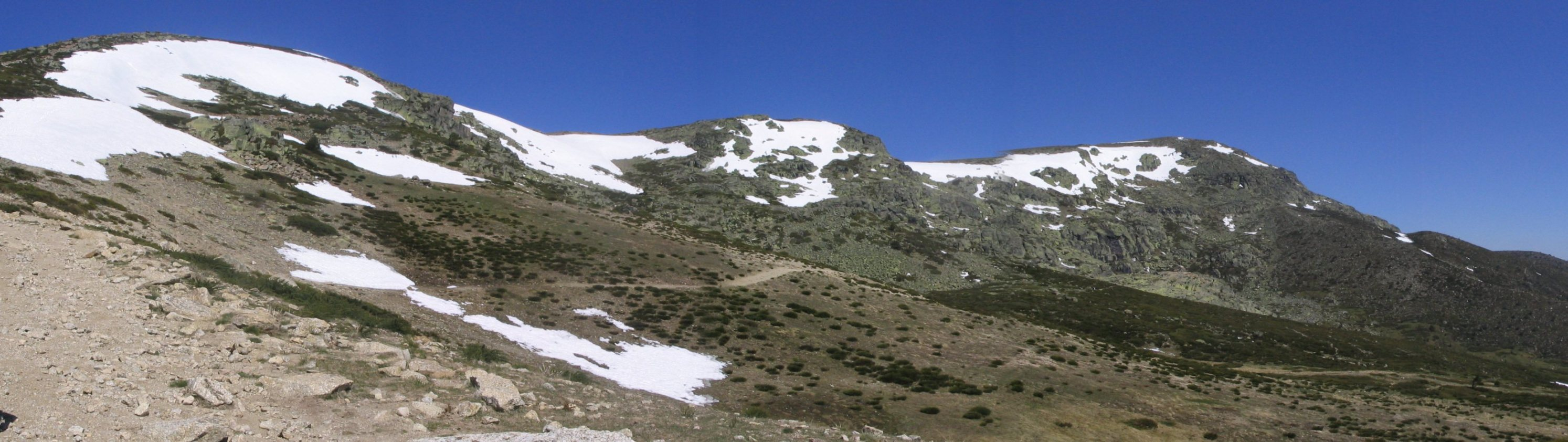
De top van Peñalara

Peñalara is de hoogste berg van het nationaal park Sierra de Guadarrama in de Sierra de Guadarrama, een subgebergte van het Castiliaans Scheidingsgebergte in het midden van het Iberisch Schiereiland. Uitstrekkend over twee provincies, Madrid en Segovia, bereikt de Peñalara een hoogte van 2428 meter boven zeeniveau. Derhalve is het een van de belangrijkste pieken.
Het oostelijk deel van de berg ligt in de gemeente Rascafría in de provincie Madrid, en maakt deel uit van de Vallei van Lozoya, en het westelijk gedeelte maakt deel uit van de Vallei van Valsaín in de provincie Segovia. De top van de berg is een toegewezen natuurgebied, het Parque Natural de Peñalara, dat een aantal kleine meren, een kleine gletsjer en steile berghellingen omvat.
De Peñalara is rond. De hellingen van deze berg zijn begroeid met diverse soorten vegetatie, afhankelijk van de hoogte. Grotendeels ongerepte eikenbossen kan men vinden op een hoogte van 1000 tot 1300 meter. Vanaf 1100 meter tot 2000 meter worden de hellingen gedomineerd door wilde dennenbossen. Vanaf 2000 meter tot aan de top bestaat de vegetatie uit, meer verspreid liggende, struikgewassen. Het dierenleven op de berg bestaat uit kleine zoogdieren, een grote verscheidenheid aan insecten en verschillende soorten vogels zoals adelaars en gieren.